# Christian Wood

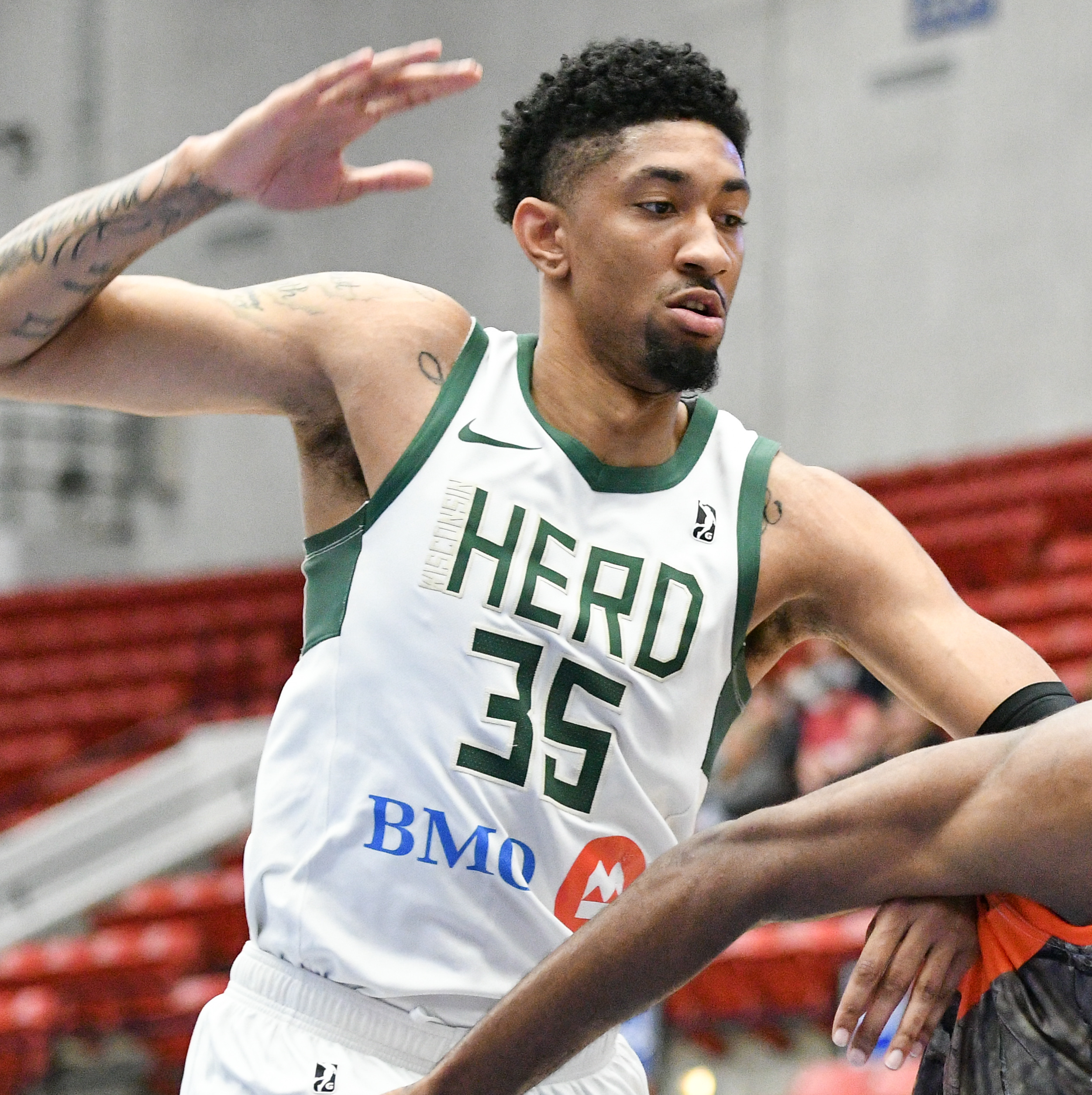
Christian Wood, 2019.

Christian Marquise Wood, född 27 september 1995 i Long Beach i Kalifornien, är en amerikansk professionell basketspelare (PF/C) som spelar för Los Angeles Lakers i National Basketball Association (NBA). Han har tidigare spelat för Philadelphia 76ers, Charlotte Hornets, Milwaukee Bucks, New Orleans Pelicans, Detroit Pistons, Houston Rockets och Dallas Mavericks.
Wood blev aldrig NBA-draftad.
Innan han blev proffs studerade Wood vid University of Nevada, Las Vegas och spelade för deras idrottsförening UNLV Runnin' Rebels.